# ウィリアム・オルスウェイン
ウィリアム・ロバート・オルスウェイン（英: William Robert Orthwein、1881年10月16日 - 1955年10月2日）は、アメリカ合衆国の競泳、水球選手。競泳の得意種目は自由形と背泳ぎであった。
1904年セントルイスオリンピックに出場し、4×50ヤード自由形リレーでアメリカ代表の一員として銅メダルを獲得、また、水球でもミズーリアスレチッククラブの一員として銅を獲得した。100m背泳ぎでも4位につけた。